# ミシェル・ヴァイヨン
ミシェル・ヴァイヨン（Michel Vaillant）は、架空の人名およびこの人物を主人公として作られたテレビ・アニメーションと映画の題名。フランス生まれのベルギーの漫画家ジャン・グラトンが1957年から発表しているフレンチコミック・シリーズ（バンド・デシネ）の主人公であり、主にフォーミュラ1で活躍するレーシング・ドライバーである。

## コミック
発表当時、グラトンはすでに漫画専門誌『タンタン』にスポーツ・ヒーローものの短編を数多く発表しており、1957年に初めてミシェル・ヴァイヨン・シリーズを発表したのも『タンタン』誌だった。
グラトンの設定では、ヴァイヨン家はもともと運輸業を営んでいたが、トラックや自動車の製造に乗り出すうちにフォーミュラ1参加を決意。御曹司のミシェルをドライバーとするレース・チームを結成し、数多くの困難を乗り越えてフォーミュラ1のみならずインディカー、ラリー、エンデューロレースといった様々なモータースポーツに挑んでいく。
ヴァイヨン・レース・チームのメイン・ドライバーはミシェル、チームメイトはアメリカ人のスティーヴ・ワーソン。マシン整備はミシェルの兄のジャン・ピエールが担当し、監督はミシェルの父アンリが務めている。
作品中にはジャッキー・スチュワートやアラン・プロストといったドライバーから、フェラーリやウィリアムズF1といったチーム名まで多くの実在のフォーミュラ1関係者が実名で登場。モータースポーツ・ジャーナリストのジェラール・クロンバックがミシェルにインタビューする場面も多い。
最近ではジャン・グラトンに代わって息子のフィリップ・グラトンが部分的に作画を行っている。

## アニメ
テレビ・アニメーション・シリーズの『ミシェル・ヴァイヨン』は1986年から1989年までアメリカ合衆国で『ホット・ホィールの英雄たち(Heroes on Hot Wheels)』の題名で放送。ヨーロッパでの放送時には『ミシェル・ヴァイヨン』の題名になった。

## 映画

### 概要
映画版『ミシェル・ヴァイヨン』（Michel Vaillant）は、2003年にフランスで製作された。監督はルイ＝パスカル・クヴレール。脚本はリュック・ベッソンとジル・マランソンが手がける。
公開前に劇中車が発表され、撮影を目的に実際のル・マン24時間レースに2台が参戦し話題を集めた。
また、2003年のフォーミュラ1最終戦では、オープニング後に、コマーシャルとして提供された。
なお内容については、主人公のミシェル及びヴァイヨン・チームがサーキットレースからラリー競技まであらゆるレースカテゴリーに参戦し優秀な成績を収めてしまう点や、ライバルの謀略によりラリー競技中に死亡したチームメイトの妻が亡き夫の夢を果たすためにル・マンにエントリーするなど、現実離れした内容に賛否両論の声が聞かれる。
ただし現実にはキミ・ライコネンの様に、F1からWRCに転向して成績を残すドライバーも存在する。

## 登場人物
ミシェル・ヴァイヨン
演 - サガモア・ステヴナン
チーム「ヴァイヨン」のメンバー。
デヴィッド・ドアティ
演 - スコット・スラン
チーム「ヴァイヨン」のメンバー。爆発炎上で死亡する。
スティーヴ・ウォーソン
演 - ピーター・ヤングブラッド・ヒルズ
ミシェルの親友。
ボブ・クレイマー
演 - フランソワ・ルヴァンタル
ミシェルの宿敵。
アンリ・ヴァイヨン
演 - ジャン＝ピエール・カッセル
ミシェルの父。経営者。
ジャン＝ピエール・ヴァイヨン
演 - フィリップ・バス
ミシェルの兄。
ルース・ワン
演 - リサ・バービュシア
亡き父の遺志を継ぐ。卑劣な性格。
ジュリー・ウッド
演 - ディアーヌ・クルゲール
デヴィッドの妻。レースに出場する。

### キャスト
| 役名                         | 俳優                             | 日本語吹替                                                                          |
| ---------------------------- | -------------------------------- | ----------------------------------------------------------------------------------- |
| ミシェル・ヴァイヨン         | サガモア・ステヴナン             | 小杉十郎太                                                                          |
| スティーヴ・ウォーソン       | ピーター・ヤングブラッド・ヒルズ | 桐本琢也                                                                            |
| ジュリー・ウッド             | ディアーヌ・クルゲール           | 湯屋敦子                                                                            |
| アンリ・ヴァイヨン           | ジャン＝ピエール・カッセル       | 小島敏彦                                                                            |
| エリザベート・ヴァイヨン     | ベアトリス・アジュナン           | 久保田民絵                                                                          |
| ジャン＝ピエール・ヴァイヨン | フィリップ・バス                 | 森田順平                                                                            |
| ルース・ワン                 | リサ・バービュシア               | 田中敦子                                                                            |
| ボブ・クレイマー             | フランソワ・ルヴァンタル         | 金尾哲夫                                                                            |
| ガブリエル・スパンゲンバーグ | アガト・ドゥ・ラ・ブライユ       | 岡寛恵                                                                              |
| デヴィッド・ドアティ         | スコット・スラン                 | 古澤徹                                                                              |
| その他                       |                                  | 加納千秋 武藤正史 仲野裕 秋元羊介 小山武宏 星野貴紀 木村雅史 浅井晴美 原田晃 西脇保 |
|                              |                                  |                                                                                     |
| 演出                         |                                  | 高橋剛                                                                              |
| 翻訳                         |                                  | 松崎広幸                                                                            |
| 調整                         |                                  | 亀田亮治                                                                            |
| 録音                         |                                  | ACスタジオ                                                                          |
| プロデューサー               |                                  | 莟徹志                                                                              |
| 制作                         |                                  | アスミック・エース ACクリエイト                                                     |